# Kirkenes
 Coordenadas : minutos ou segundos > 60
Pronunciação
Kirkenes ( ouça a pronúncia; APORTUGUESADO Quirquenes) é uma cidade do norte da Noruega, no nordeste do condado de Troms og Finnmark, sendo sede da comuna de Sør-Varanger. Tem cerca de 3 529 habitantes (2018) e é a localidade mais oriental da Noruega.

É conhecida como a última cidade antes da fronteira Noruega-Rússia, da qual dista 7 km pelo fiorde e rio. (15 km por estrada).  Fica a cerca de 200 km de Murmansk, o principal porto do mar de Barents.
Kirkenes é o ultimo porto da linha costeira Hurtigruten, e também o final da estrada Europeia 6.

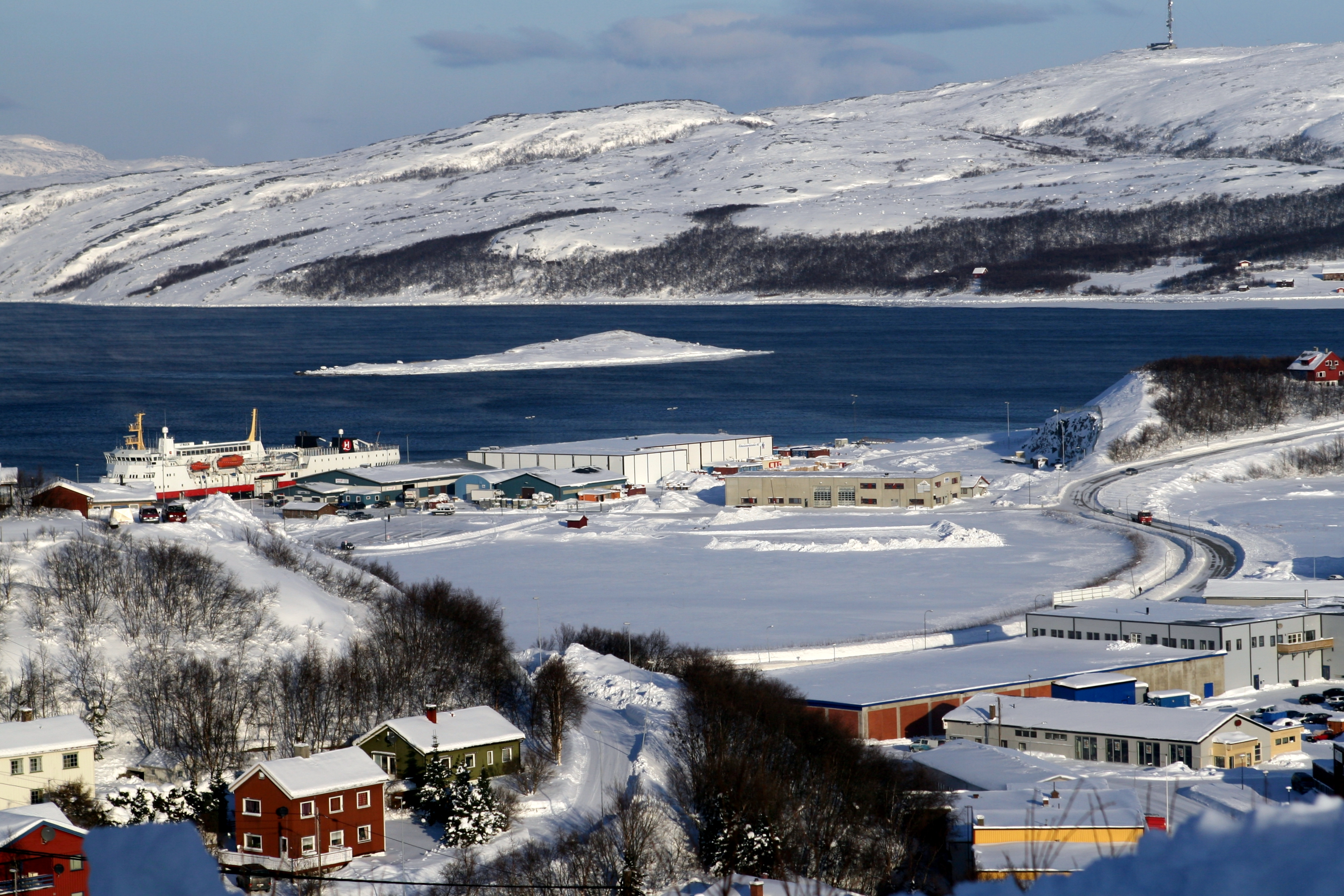
Kirkenes
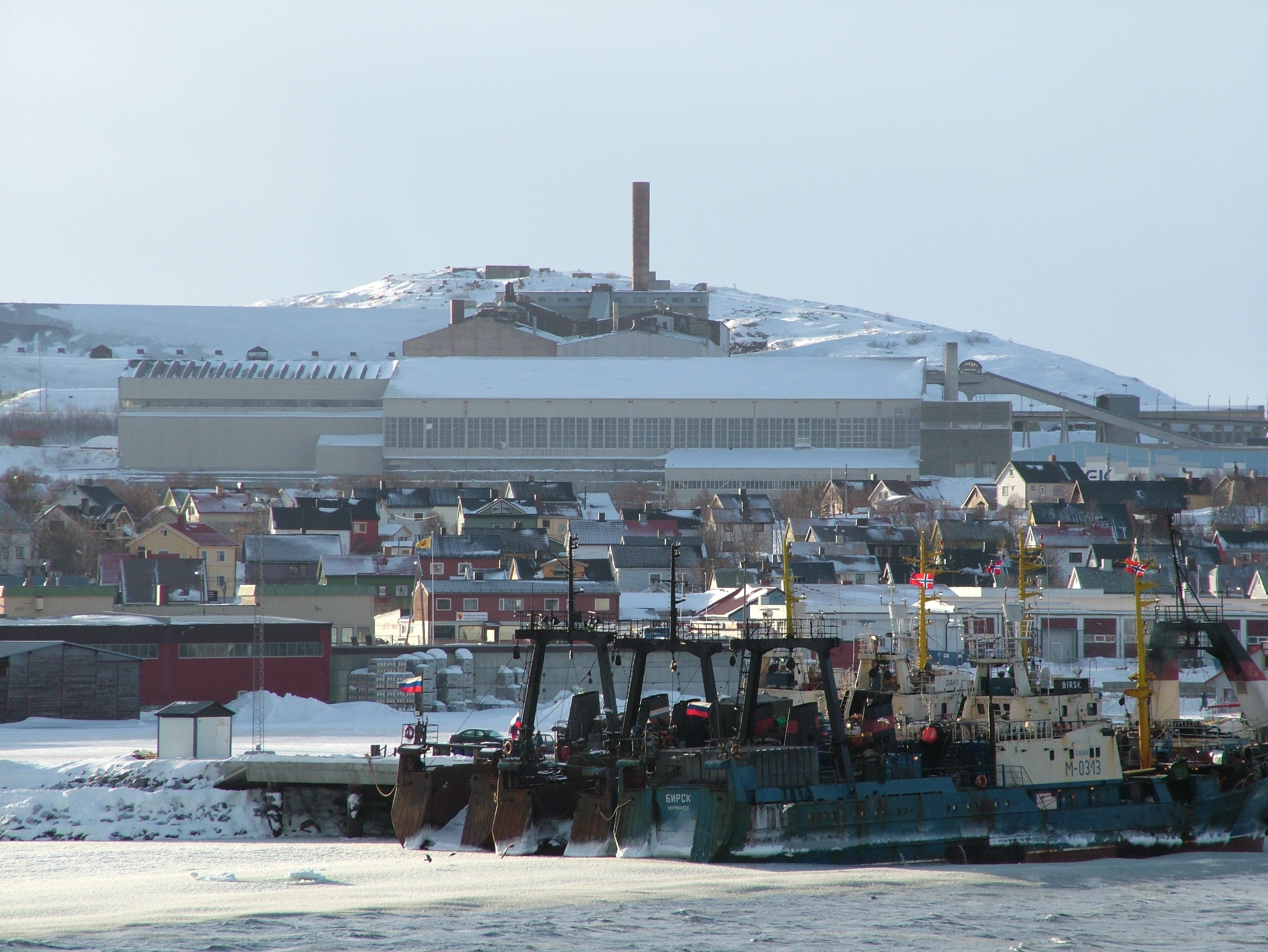
Porto de Kirkenes